# Neil McCann
Neil Docherty McCann (* 11. August 1974 in Greenock) ist ein ehemaliger schottischer Fußballspieler.

## Karriere

### Verein
Bis 1993 spielte McCann in der Jugendmannschaft des FC Dundee. Danach gab er dann sein Debüt in der ersten Mannschaft, für die er in den folgenden drei Jahren 79 Zweitligaspiele absolvierte. 1996 wechselte er in die erste Liga zu Heart of Midlothian, mit denen er 1998 schottischer Pokalsieger wurde. In der Winterpause der Saison 1998/99 wurde McCann für 3 Millionen Euro vom Rekordmeister Glasgow Rangers verpflichtet. Aus seiner Zeit bei Glasgow stammen die meisten seiner Erfolge. Dort wurde er dreimal Meister (1999, 2000, 2003), viermal Pokalsieger (1999, 2000, 2002, 2003) und zweimal Ligapokalsieger (2002, 2003). Unvergessen sind seine beiden Tore am 2. Mai 1999 gegen den Erzrivalen Celtic Glasgow, mit denen der Meistertitel im direkten Vergleich besiegelt wurde. Im August 2003 wechselte er für rund 2 Millionen Euro zum englischen Premier-League-Club FC Southampton. Aufgrund mehrerer Verletzungen war es ihm jedoch nicht möglich, sich als Stammspieler zu etablieren. 2005 stieg Southampton in einem Herzschlagfinale in die zweite Liga ab. In der Winterpause der Saison 2005/06 wurde sein Vertrag in beiderseitigem Einvernehmen aufgelöst und McCann kehrte zurück zu seinem ehemaligen Verein Heart of Midlothian, wo er 2006 eine weitere schottische Meisterschaft in seiner Karriere feiern konnte. Am 25. August 2007 brach er sich beim Ligaspiel gegen Celtic Glasgow das Schien- und Wadenbein. Sein Comeback in der Schottischen Premier League gab er am 26. Januar 2008, als er beim 1:0 – Sieg in Aberdeen in der 85. Minute für Saulius Mikoliunas eingewechselt wurde. Zur Saison 2008/09 wechselte er zum Ligakonkurrenten FC Falkirk. Zu Beginn der Saison 2009/10 wurde der Vertrag im beidseitigen Einvernehmen aufgelöst.

### Nationalmannschaft
Sein Debüt für Schottland machte Neil McCann am 5. September 1998, als er beim Spiel gegen Litauen (0:0) für Ally McCoist eingewechselt wurde. Sein erstes Spiel von Anfang an machte er gegen Tschechien am 31. März 1999. Bis 2005 bestritt er insgesamt 26 Länderspiele und schoss dabei 3 Tore.

### Trainer
Im April 2017 übernahm McCann nach der Entlassung von Paul Hartley interimsweise den Trainerposten beim Erstligisten FC Dundee und führte den Klub an den verbliebenen fünf Spieltagen zum Klassenerhalt. Nach einem neunten Platz in der Spielzeit 2017/18, wurde er nach einem Fehlstart in die Saison 2018/19, mit lediglich drei Punkten aus acht Spielen, auf dem letzten Tabellenplatz liegend entlassen.

## Erfolge
- Schottischer Meister: 1999, 2000, 2003, 2006
- Schottischer Pokalsieger: 1998, 1999, 2000, 2002, 2003
- Schottischer Ligapokalsieger: 2002, 2003